# (433873) 2015 BQ311
(433873) 2015 BQ311, também escrito como (433873) 2015 BQ311, é um corpo celeste que é classificado como um centauro. Ele possui uma magnitude absoluta de 12,3 e tem um diâmetro estimado com 16 km.

## Descoberta
(433873) 2015 BQ311 foi descoberto no dia 17 de janeiro de 2015 pelo Pan-STARRS 1.

## Órbita
A órbita de (433873) 2015 BQ311 tem uma excentricidade de 0,290 e possui um semieixo maior de 7,123 UA. O seu periélio leva o mesmo a uma distância de 5,058 UA em relação ao Sol e seu afélio a 9,188 UA.